# 161-ша піхотна дивізія (Третій Рейх)
161-ша піхотна дивізія (Третій Рейх) (нім. 161. Infanterie-Division) — піхотна дивізія Вермахту за часів Другої світової війни. В період з 2 листопада 1943 до 27 липня 1944 на основі розгромлених на Східному фронті 161-ї, 293-ї та 355-ї піхотних дивізій Вермахту групи армій «Південь» була сформована Корпусна група «А». Спочатку була знана як 161-ша бойова група. З 27 липня 1944 дивізія відновлена й остаточно була розформована 9 жовтня 1944 року.

## Історія
161-ша піхотна дивізія була сформована 1 грудня 1939 року в Аленштайні в I-му військовому окрузі (нім. Wehrkreis I) під час 7-ї хвилі мобілізації Вермахту.

## Райони бойових дій
1-ше формування
- Німеччина (Східна Пруссія) (грудень 1939 — червень 1941);
- СРСР (центральний напрямок) (червень 1941 — грудень 1942);
- Франція (грудень 1942 — квітень 1943);
- СРСР (південний напрямок) (квітень — листопад 1943);

2-ге формування
- СРСР (південний напрямок) (липень — жовтень 1944).

## Командування

### Командири
1-ше формування
- генерал-лейтенант Герман Вільк (нім. Hermann Wilck) (1 грудня 1939 — 17 вересня 1941);
- генерал-лейтенант Генріх Рекке (нім. Heinrich Recke) (17 вересня 1941 — 15 серпня 1942);
- генерал-майор Отто Шелль (нім. Otto Schell) (15 — 22 серпня 1942), ТВО;
- генерал-лейтенант Карл-Альбрехт фон Гроддек (нім. Karl-Albrecht von Groddeck) (22 серпня 1942 — 28 серпня 1943);
- генерал-майор Пауль Дрекманн (нім. Paul Drekmann) (28 серпня — 15 листопада 1943);

2-ге формування
- генерал-лейтенант Пауль Дрекманн (27 липня — 5 вересня 1944).